# Lisa Nicholsová
Lisa Nicholsová (anglicky Lisa Nichols) je afroamerická motivační řečnice, profesionální kouč, učitelka a autorka několika publikací.

## Kariéra
Spolupráce
- série Slepičí polívky:
  - Slepičí polévka pro afroamerickou duši (anglicky Chicken Soup for the African American Soul)
  - Slepičí polévka pro afroamerickou ženskou duši (anglicky Chicken Soup for the African American Woman's Soul)

- film a kniha Tajemství (2006) – díky ní začala vystupovat v řadě rozhlasových a televizních pořadů, jako například Oprah Winfrey Show, Extra, Larry King Live a Starting Over společnosti NBC.

Publikace
- Navzdory všemu - Klíč k zákonu přitažlivosti (2010)